# Andreas Kirchner
Pour les articles homonymes, voir Kirchner.
Andreas Kirchner, né le 17 août 1953 à Erlbach-Kirchberg et mort le 10 novembre 2010 à Suhl, est un bobeur est-allemand notamment champion olympique de bob à quatre en 1984.

## Biographie
Andreas Kirchner commence sa carrière sportive en lancer du marteau où son record est de 65,22 mètres. Il se tourne vers le bobsleigh en 1977. Aux Jeux olympiques d'hiver de 1980, organisés à Lake Placid aux États-Unis, Kirchner est médaillé de bronze en bob à quatre avec le pilote Horst Schönau ainsi que Detlef Richter et Roland Wetzig. Aux Jeux d'hiver de 1984, à Sarajevo en Yougoslavie, il est sacré champion olympique de bob à quatre avec le pilote Wolfgang Hoppe, Dietmar Schauerhammer et Roland Wetzig. Il gagne également deux médailles en bob à deux aux championnats du monde : l'argent en 1981 et le bronze en 1982.
Après une longue maladie, Andreas Kirchner est retrouvé mort dans son appartement de Suhl le 15 novembre 2010,.

## Palmarès

### Jeux Olympiques
- : médaillé d'or en bob à 4 aux JO 1984.
- : médaillé de bronze en bob à 4 aux JO 1980.

### Championnats monde
- : médaillé d'argent en bob à 2 aux championnats monde de 1981.
- : médaillé de bronze en bob à 2 aux championnats monde de 1982.